# Apodanthaceae
Apodanthaceae, biljna porodica u redu Cucurbitales raširena po Sjevernoj, Srednjoj i Južnoj Americi, dijelovoma Afrike i Zapadne Australije i Iranu. Postoji 12 endoparazitskih vrsta unutar dva roda. Ime je dobila po rodu Apodanthes.
Žive na granama ili stabljikama svojih domaćina Leguminosae i Flacourtiaceae (kao filamenti slični gljivičnom miceliju). Ne proizvode zelene dijelove i ne provode fotosintezu (to jest, one su holoparazitske). Postoje dva roda: Pilostyles i Apodanthes. Treći rod, Berlinianche, nikada nije bio valjano objavljen. Sekvence mitohondrijskih i nuklearnih DNA-a pouzdano smještaju Apodanthaceae u Cucurbitales gdje se također dobro uklapaju u morfologiju. 

## Rodovi
1. Apodanthes Poit. (1 sp.)
2. Pilostyles Guill. (11 spp.)